# サイバースクワッティング
サイバースクワッティング（英語: cybersquatting、ドメイン占拠）は、後で高く売りつけるためにインターネットのドメイン名を取得することに対する蔑称である。サイバースペース等で用いられる cyber（元はサイバネティックス参照）と squatting （居座り）を組み合わせた造語である。サイバースクワットとも称する。

## 概要
インターネットのドメイン名はまず間違いなく投機の対象にすべきものではない。だが、ドメインを管轄している米ネットワークソリューションズ社の場合、一人で複数のドメインを取得することが許されており、しかも自由に譲渡できるので、ドメイン占拠者は、商標その他を含んだドメイン名を予め所得しておき、その利用に対し高い値段をふっかけることができる。
ドメイン名の割り当てを管轄しているネットワーク・ソリューションズ社と各国の NIC は、ドメイン名の取得は原則として「早い者勝ち」としており、その上割り当ての際に商標との関係は考えられていない。そのため、企業の社名や商標を第三者が先にドメイン名として取得した場合、その企業は同一のドメイン名を取得できなくなる。
ドメイン占拠者はまた、有名な商標をさまざまに変形した物をも登録する。これはタイポスクワッティング（typo=ミスタイプ+squatting、類似ドメイン占拠）と呼ばれる。

## 解決に関わる法制度
（訳註: 以下、アメリカ合衆国での状況が説明されています。ドルは米ドルを指すと思われます）
ドメイン名における紛争は典型的にはUniform Domain-Name Dispute-Resolution Policyプロセスを用いて、Internet Corporation for Assigned Names and Numbers (ICANN) によって解決される。UDRPプロセスについては、大企業よりであり、しばしば紛争解決の規則と目的を踏みにじりがちであるとの批判がある。
裁判もまたドメイン占拠対策に用いられうるが、裁判所の管轄の問題が付きまとう。原告の住所、被告の住所、ドメイン名を付与されたサーバの設置場所、どれを元にして管轄を決めるのか、裁判所によって異なる見解を持っているからである。訴訟費用と時間の点からUDRPを選択することがしばしばであるが、裁判所の判決はUDAPの決定を覆しうるし、実際にしばしばそうなる。
国によっては、通常の商標登録制度よりも踏み込んだ、ドメイン占拠対策の特別な法律を持っている場合もある。例えばアメリカ合衆国では1999年に反サイバースクワッティング消費者保護法 (ACPA)が制定された。
UDRPでは、原告が勝訴すればそのドメイン名を消させたり、所有権を移動させたりすることができる。前者はしばしば他の誰かに当該ドメイン名を登録されるだけに終わり、後者の場合も通常の所有者変更費用を支払って全てのドメイン名の所有権を受け取っておかないと、また他の誰かに登録されかねない。ACPAの下では、ドメイン占拠者はドメイン名一つあたり10万ドルを上限として、商標の侵害による実際の損害または法定の損害を賠償させられる可能性がある。
企業や個人、政府機関が一般的なドメイン名を所有者から取り上げて自分のものにしようと、商標の侵害を謳った偽の訴えをおこすことがあり、それが成功したこともある。このようなやり口は「ドメイン名の逆ハイジャック」(reverse domain hijacking)と呼ばれ、同様に10万ドルを上限とした賠償の対象となる。
サイバースクワッティングは時として誤用され、一般的（総称的）なドメイン名を売買することを指すことがある。そのような総称的ドメイン名、説明の役目を果たすようなドメイン名は不足しているので、貪欲な事業者はしばしばこの用語を悪用して、ドメイン名を権利者から取り上げようとする。

## 日本での事例
日本での事例としては、matsuzakaya.co.jp のドメインを第三者が松坂屋（百貨店）に先回りして取得し、アダルトサイトを掲載してあわよくば松坂屋に高額でドメインを売りつけようとした事件や、jaccs.co.jp のドメインを取得していた富山県の簡易トイレ販売企業にジャックス（信販会社）が使用停止を求める訴訟を起こした問題（→ジャックス (信販)#ドメイン名をめぐる事件）、j-phone.co.jpのドメインを取得していた東京都の食品輸出入企業にジェイフォン東日本（携帯電話会社）が使用停止と損害賠償を求める訴訟を起こした問題などが挙げられる。
ドメインの取得は基本的に早い者勝ちで、ドメイン名は商標として扱われず法的な規制もないことから、被害者側は泣き寝入りするしかなかった。1998年3月に日本弁護士連合会と弁理士会が共同設立した工業所有権仲裁センター（現・日本知的財産仲裁センター）は2000年8月に日本ネットワークインフォメーションセンター (JPNIC) と協定を締結し .jp ドメインの裁定を行い、不正にドメインを取得したと思われる場合には、正当な所有権者に権利を移転する措置をとっているが、法的な強制力を持つものではなかった。2001年には不正競争防止法が改正され、「不正にドメインを使用する行為」としてサイバースクワッティングが違法行為と見なされることになった。
JPNIC は .co.jp ドメインに対し、「単一の申請組織は原則として複数の登録ドメイン名を保持できない」「割り当てられたドメイン名は原則として譲渡できない」という方針を立て、サイバースクワッティングの防止を図っている。さらに、申請に虚偽があった場合は無効とし、ドメイン名の割り当てを取り消すことができ、架空の団体・個人からのドメイン占拠を防ぐため、申請者の登記簿を確認することもできる。